# مجرة (مجلة)
مجلة المجرة هي مجلة أدبية مغربية تصدر كل ثلاث سنوات باللغة العربية عن مؤسسة محمد البوكيلي في القنيطرة، بالمغرب. صدر العدد الأول في 1 نيسان 1996. ومن بين رؤساء التحرير هم محمد البوكيلي ومصطفى يعلى.
وقد ساهمت في المجلة شخصيات أدبية مغربية مثل الروائي محمد شكري والناقد محمد برادة.[بحاجة لمصدر]